# Creu de terme de Vilalba Sasserra
La Creu de terme de Vilalba Sasserra és una creu de terme del municipi de Vilalba Sasserra (Vallès Oriental) inclosa en l'Inventari del Patrimoni Arquitectònic de Catalunya.

## Descripció
És una creu de terme formada per dos cossos: columna de secció quadrada i llissa que sustenta el capitell o nus amb decoracions figuratives, ara un xic esborrades, i a sobre d'aquest la creu. Aquesta té en el seu centre a una verge amb el nen. És una figura petita. Als extrems de tres dels braços de la creu hi ha unes petites decoracions.